# Mathias Haarup
Mathias Haarup (Havndal, 10 febbraio 1996) è un calciatore danese, difensore del Vendsyssel.

## Carriera
Da bambino, Haarup ha giocato per l'Havndal, squadra all'epoca allenata da suo padre. In seguito, ha giocato con le maglie di Hobro e Randers, sempre a livello giovanile. Dal 2015 al 2017 è stato in forza al Randers Freja. Successivamente, ha vestito la maglia del Brabrand.